# Galgberget, Halmstad

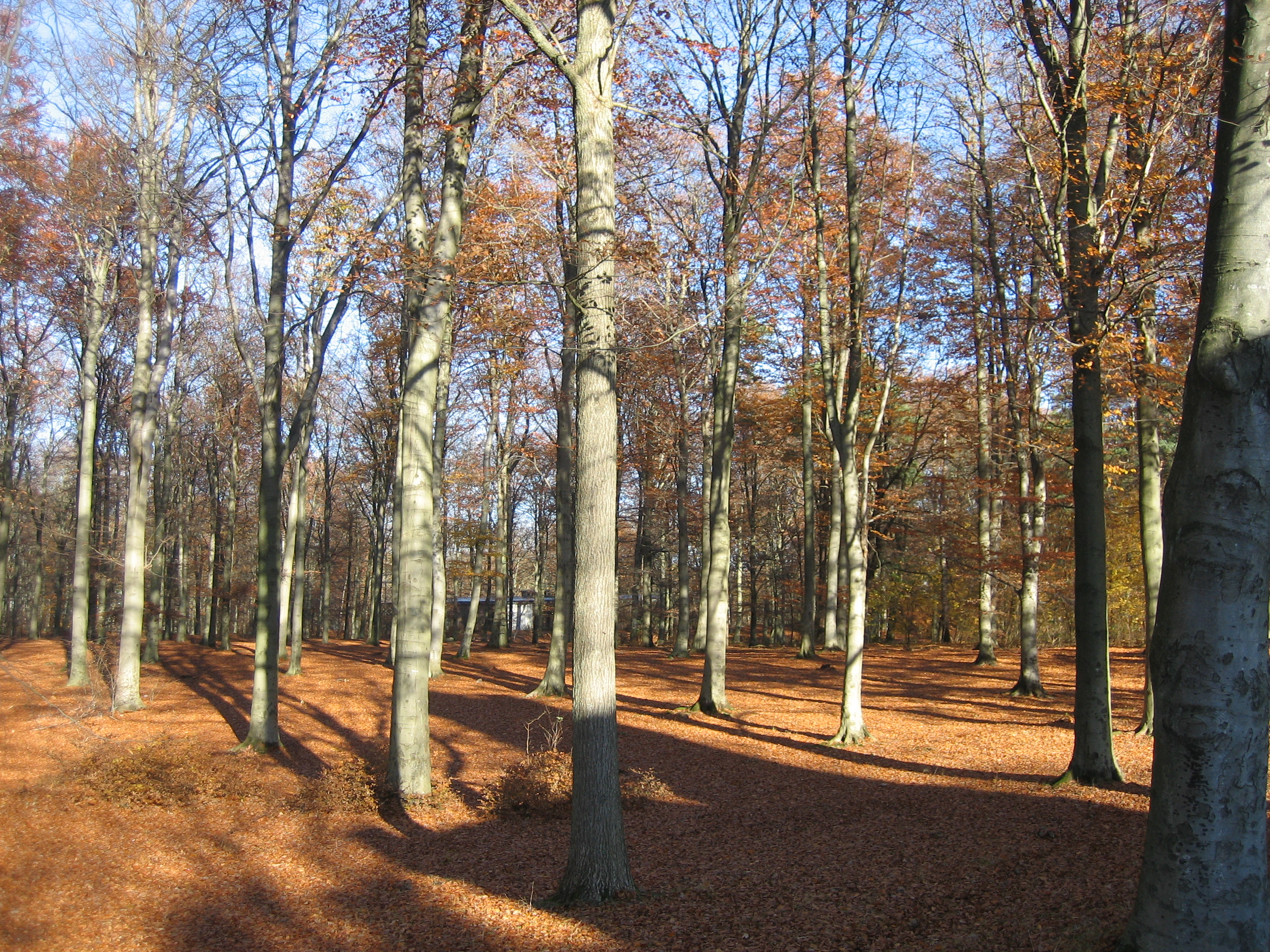
Bokskogen på Galgberget, november 2007

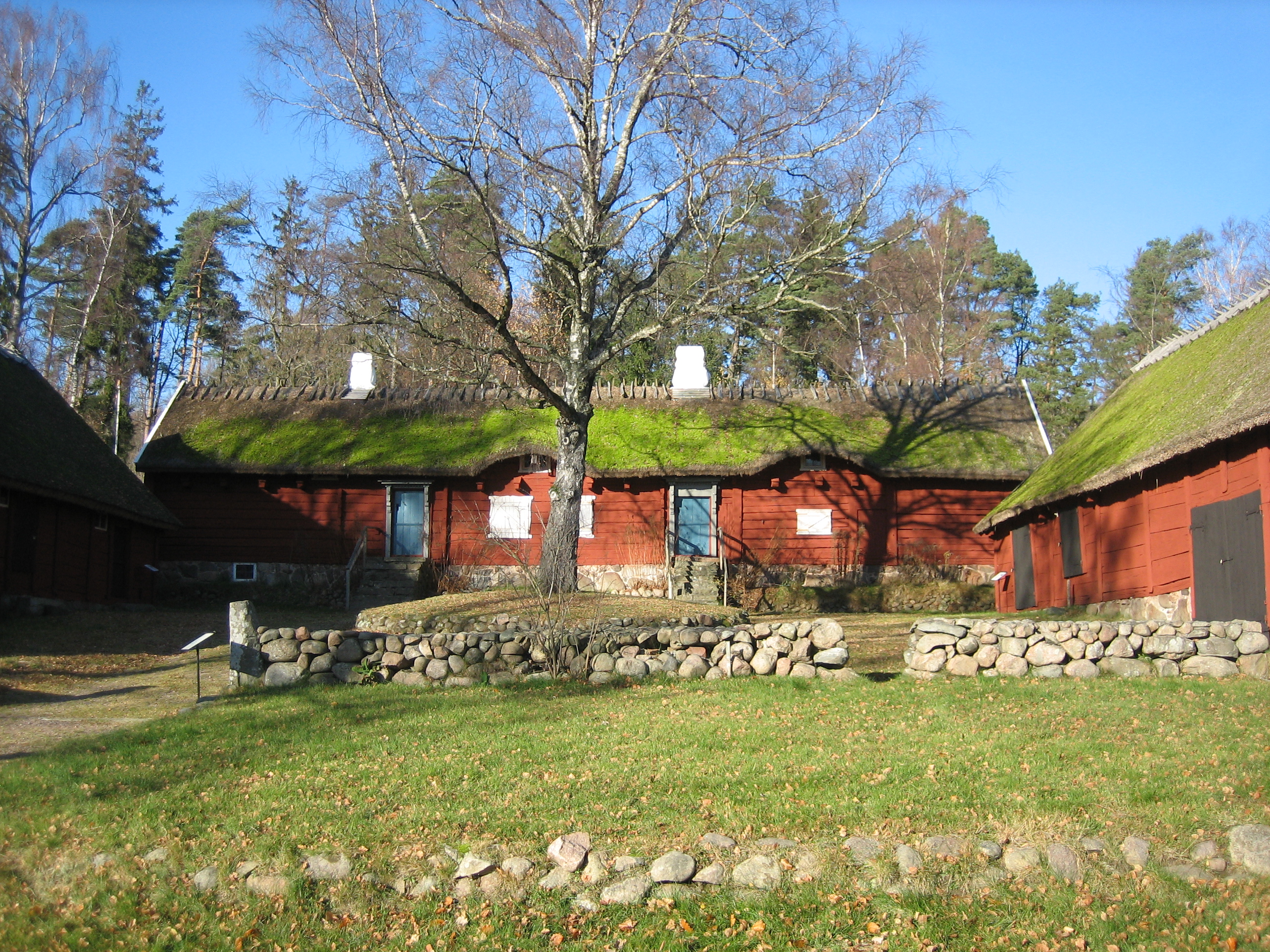
Hallandsgården

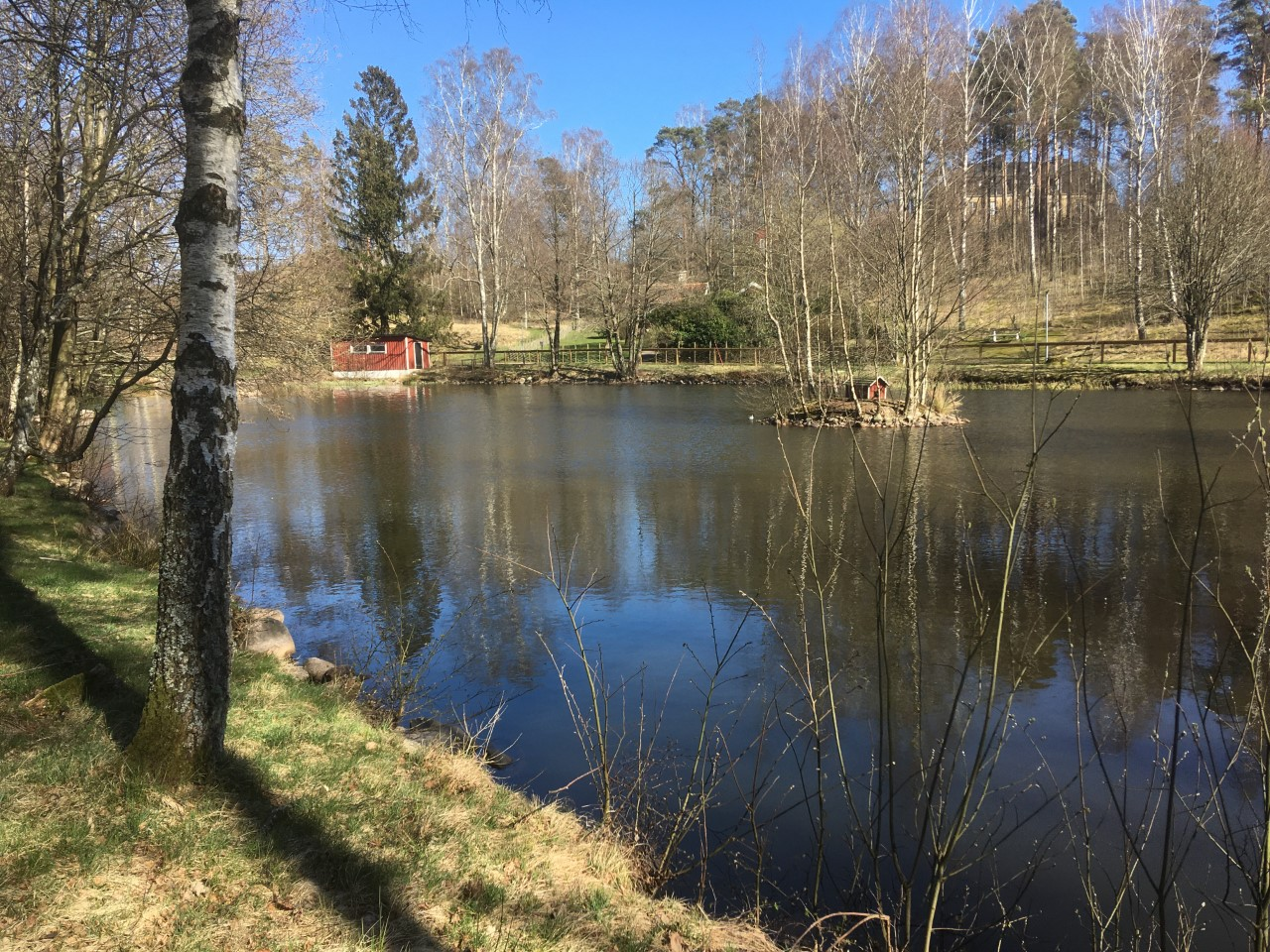
Landalasjön vid Regementet

Galgberget är en rullstensås och ett motions- och friluftsområde norr om stadskärnan i Halmstad. 

## Användning som avrättningsplats
Galgberget har fått sitt namn från den galgbacke och avrättningsplats som fanns här. De tidigaste beläggen för användning av åsen som galgbacke är från 1600-talet: På några kartor från denna tid har galgbacken markerats med en tecknad galge. Dock anser historiker det troligt att berget använts som galgplats redan tidigare. Det äldsta skriftliga belägget för avrättningsplatsen är en uppgift från 1619 om att mästermannen fick 15 mark i ersättning för att han brände Kirstenn Niels Mougensenn "paa bierget". Den sista avrättningen lär ha skett någon gång på 1850-talet, men det finns inte längre några spår kvar av galgplatsen, endast namnet lever kvar.

## Övningsplats för Hallands bataljon
Hallands bataljon hade 1833-1857 Galgberget som övningsplats. Tält- och uppställningsplatsen låg bakom Klyftehöjd där utkikstornet senare kom att uppföras. Inget mycket syns idag av övningsplatsen. Traktören Georg Baertling lät uppföra en gillestuga i anslutning till övningsplatsen. Stugan revs dock i början av 1900-talet. Nära Landalasjön finns en minnessten rest över övningsområdet för Hallands Regemente och Hallandsbrigaden 1906-2000.

## Skogen på berget
Skog planterades på berget på 1860-talet på initiativ av jägmästaren Carl-Gustaf Noreen, född i Karlstad 1825, död i Halmstad 1914. Brandgator anlades 1882 som utgör skogsvägar i området, bland annat Noreensvägen efter jägmästaren. Ett monument är rest till minne av C G Noreen efter ritning av arkitekt Harald Wadsjö.

## Utsiktstornet
Det finns även ett 13 meter högt utkikstorn på Galgbergets högsta punkt Klyftehög. Tornet stod klart sommaren 1897 till en kostnad av 5 564 kronor. Tornet öppnades för allmänheten som utkiksplats och övriga utrymmen blev bostad åt skogvaktaren. 
Tornets hyresgäst förbinder sig att hålla utsiktsplattformen öppen för allmänheten under sommarmånaderna.

Under andra världskriget placerades en luftvärnskanon på taket till utkikstornet.

## Hallandsgården
På Galgberget finns även Hallandsgården som kan liknas vid Hallands hembygdsgård med ett dussintal äldre från olika delar av Halland. Gården ligger på södra sidan av Galgberget mot Halmstad, med utsikt över staden och grundades 1925. Initiativet togs av fabrikör Alfred Wallberg. Nu för tiden finns där även ett fik i mangårdsbyggnaden från Krafsagården i Valinge. Barnvänlig omgivning med lantrasdjur och plats för lek.

## Regementet
År 1907 flyttades I16 till kaserner på Galgberget, där man blev kvar till regementets nerläggning år 2000. Numera håller istället Luftvärnsregementet till i deras gamla lokaler. Nära Landalasjön finns en minnessten över övningsområdet för Hallands Regemente och Hallandsbrigaden, 1906-2000

## Landalasjön
På nordöstra sidan av Galgberget ligger Landalasjön med ett populärt strövområde. Där finns bänkar för en stunds vila och en promenadväg runt sjön.  År 1914 skänkte godsägaren Axel Håkansson i Västergötland ett gammalt soldattorp för att sättas upp vid Landalasjön. In flyttade före detta korpralen Anders Magnus Asp tillsammans med sin hushållerska. Asp fick bo hyresfritt och i gengäld skulle han vakta det nyinrättade regementsmuseet och visa samlingarna för intresserade.

## Flygplatsen Gripen
Gripen var den första flygplatsen i Halmstad. Den låg strax nordväst om Landalasjön, mellan I 16:s kaserner och dess skjutbanor. Sommaren 1912 flög löjtnant Dahlbäck under två dagar från Gripen. Även 1913 gjordes flygningar därifrån och akrobatflygaren Maurice Chevillard samlade flera tusen åskådare. Gripen användes fram till 1919.

## Bildgalleri

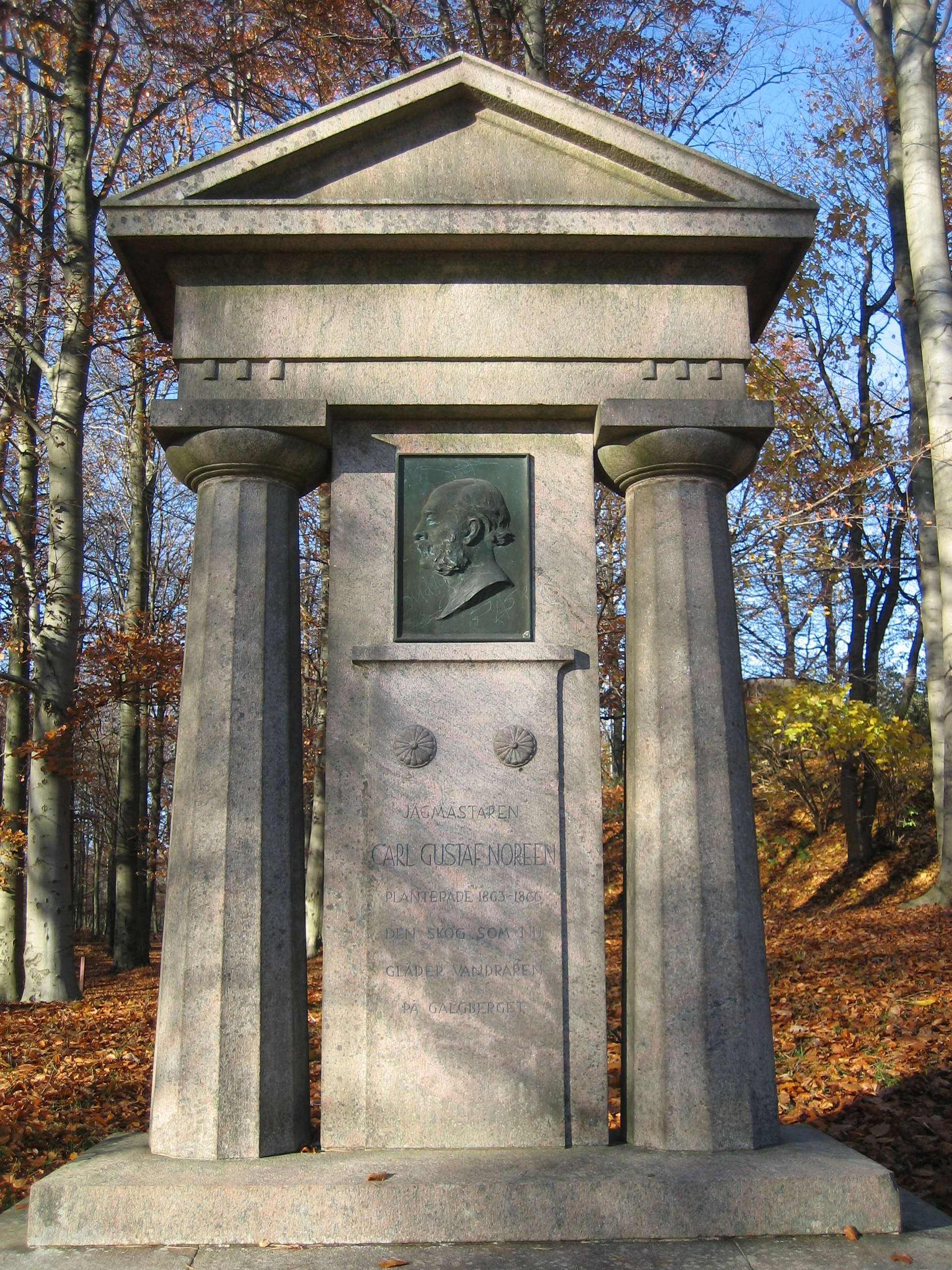
Minnessten över Jägmästare Carl-Gustaf Noreen som 1863-1866 påbörjade planteringen av det som nu utgör en del av beståndet på Galgberget.
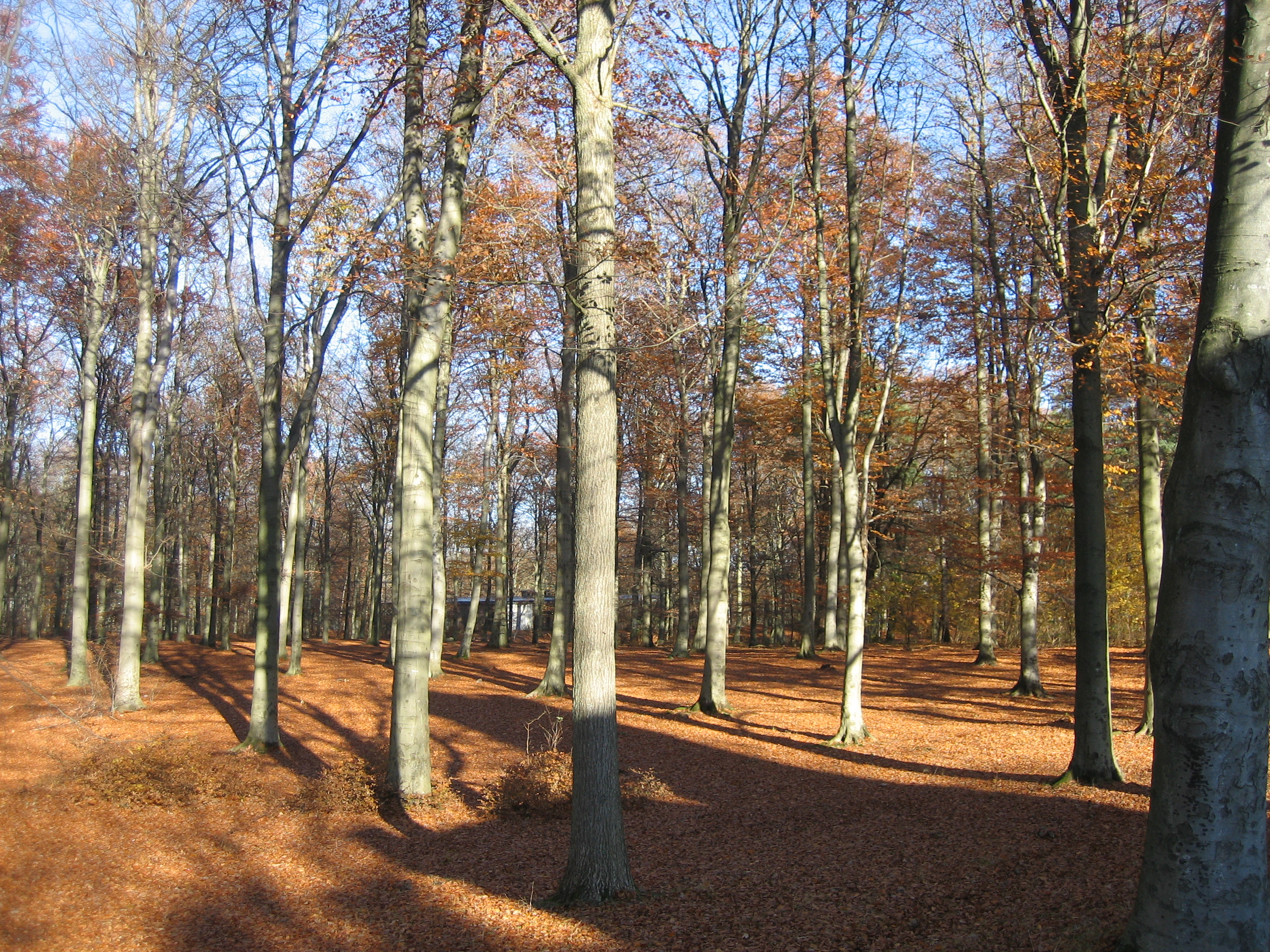
Delar av bokskogen på Galgberget.
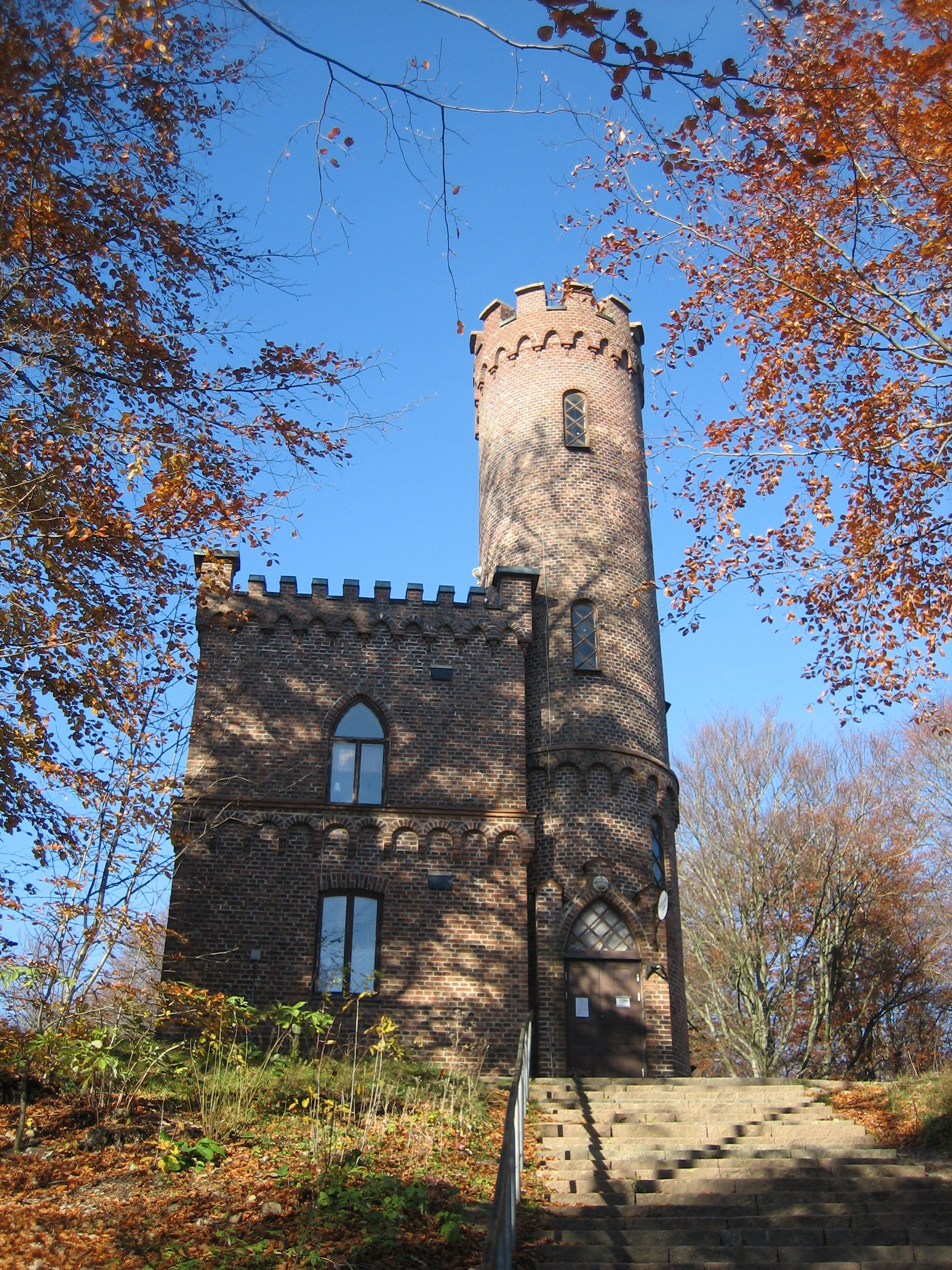
Bild på utsiktstornet från söder.
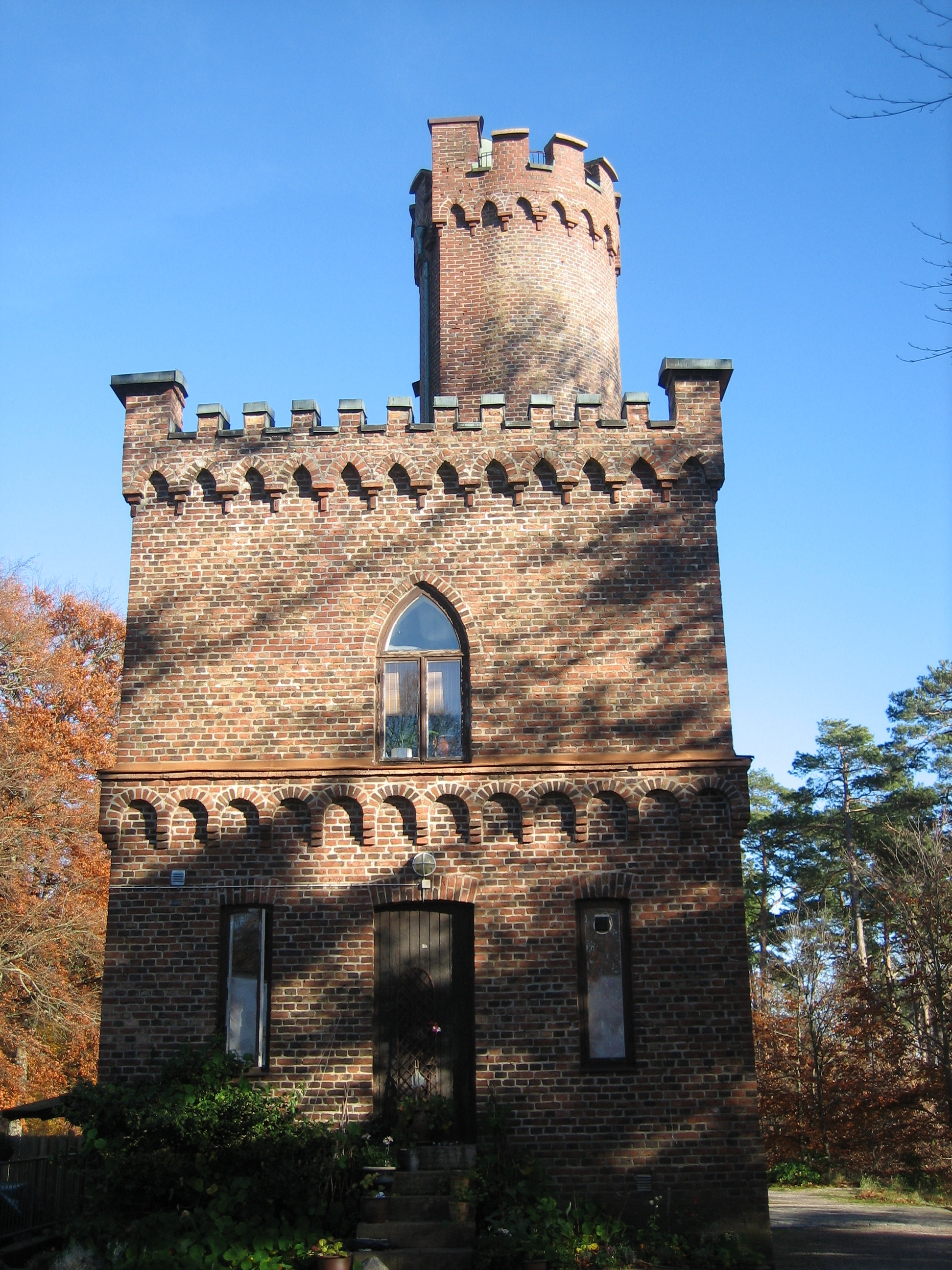
Bild på utsiktstornet från väster.
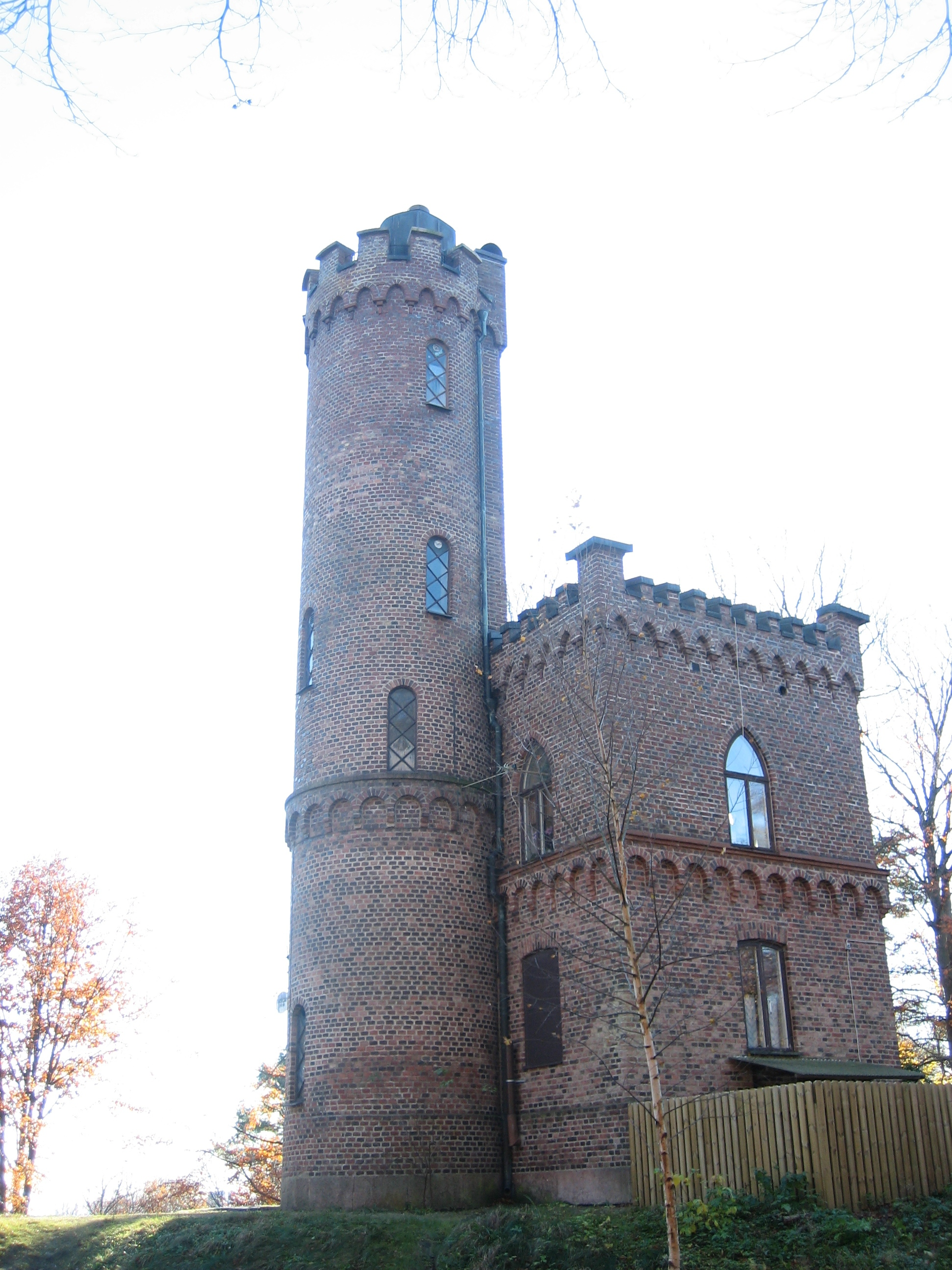
Bild på utsiktstornet från norr.
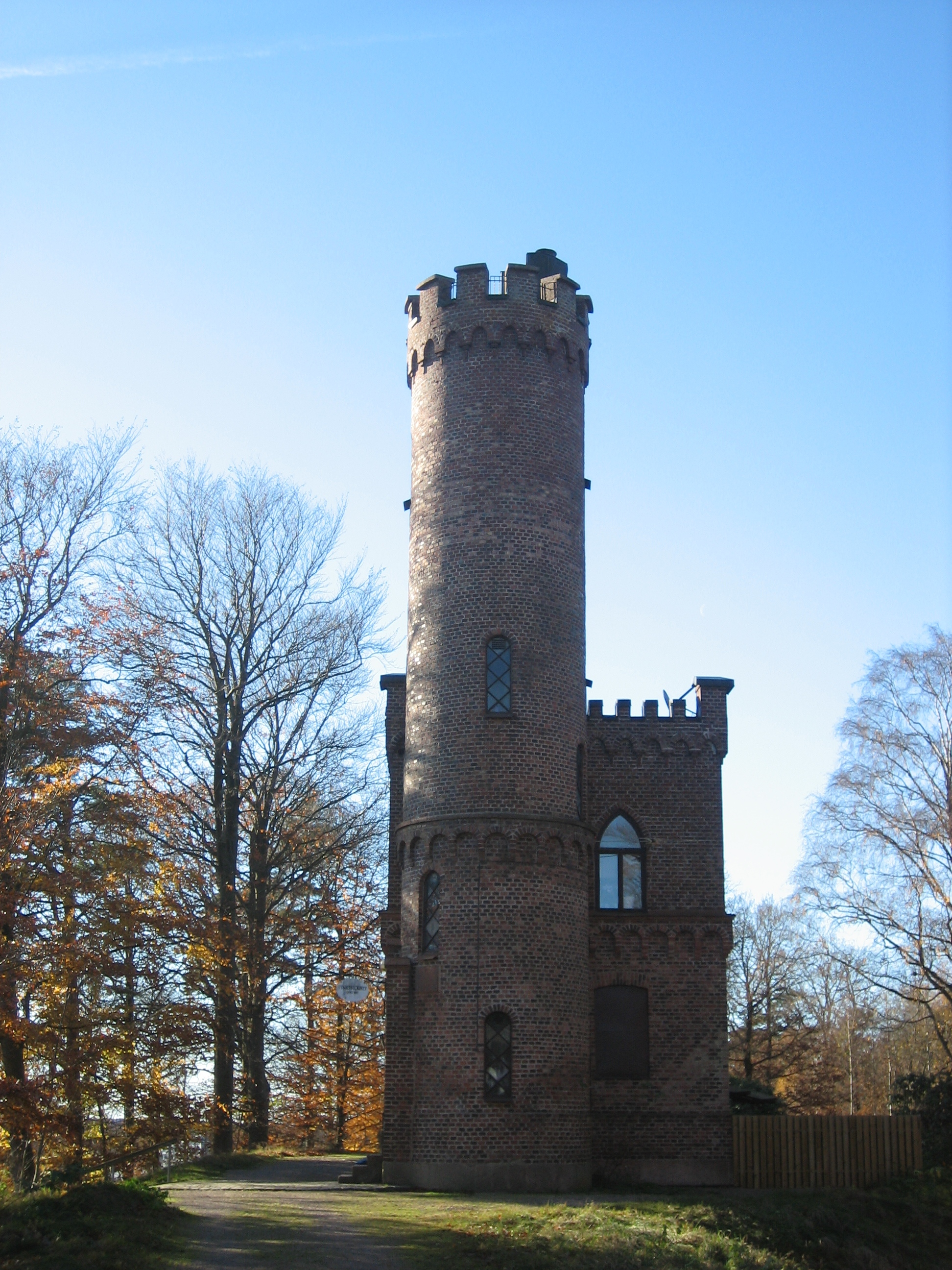
Bild på utsiktstornet från öster.
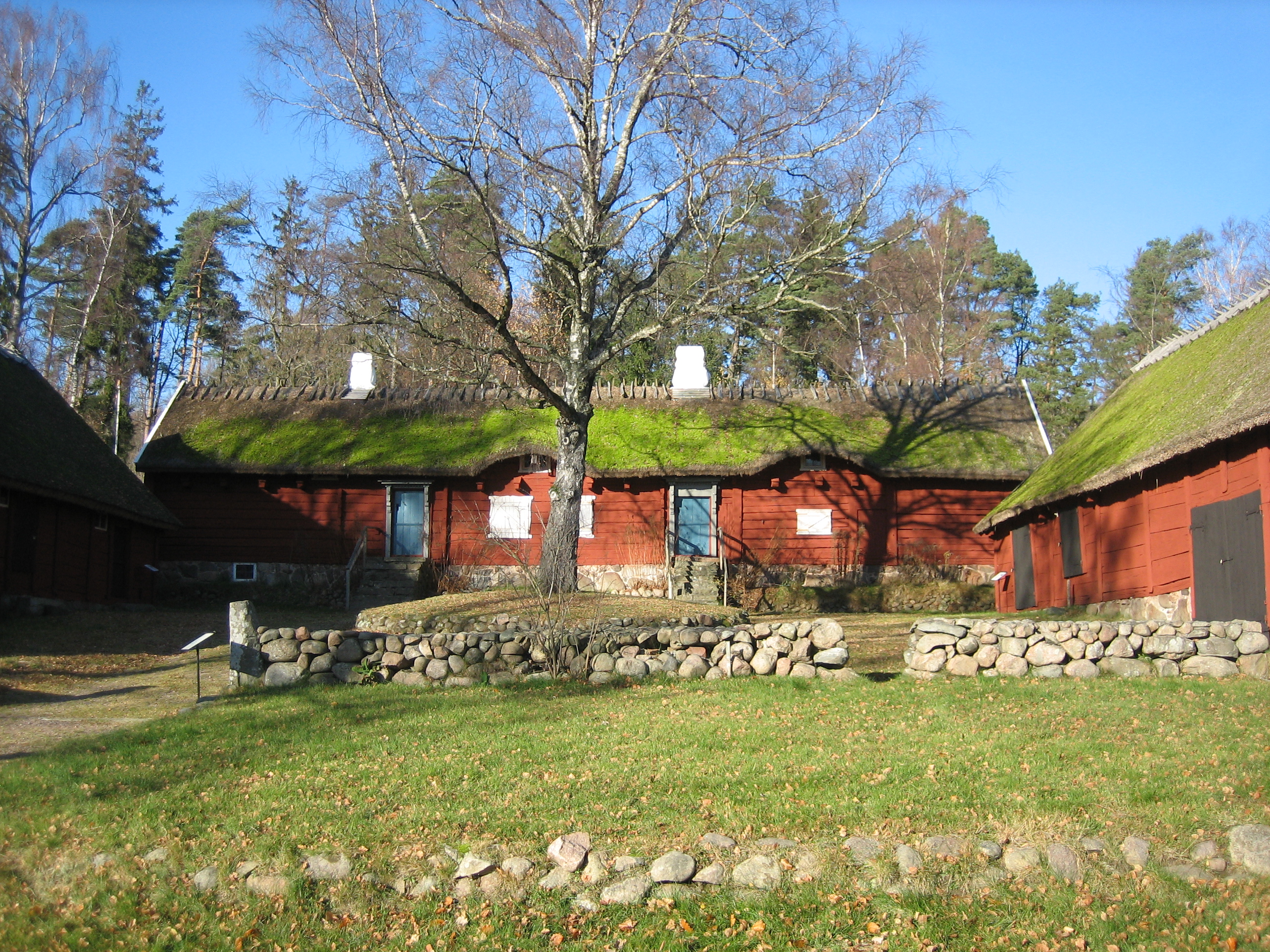
Hallandsgården.
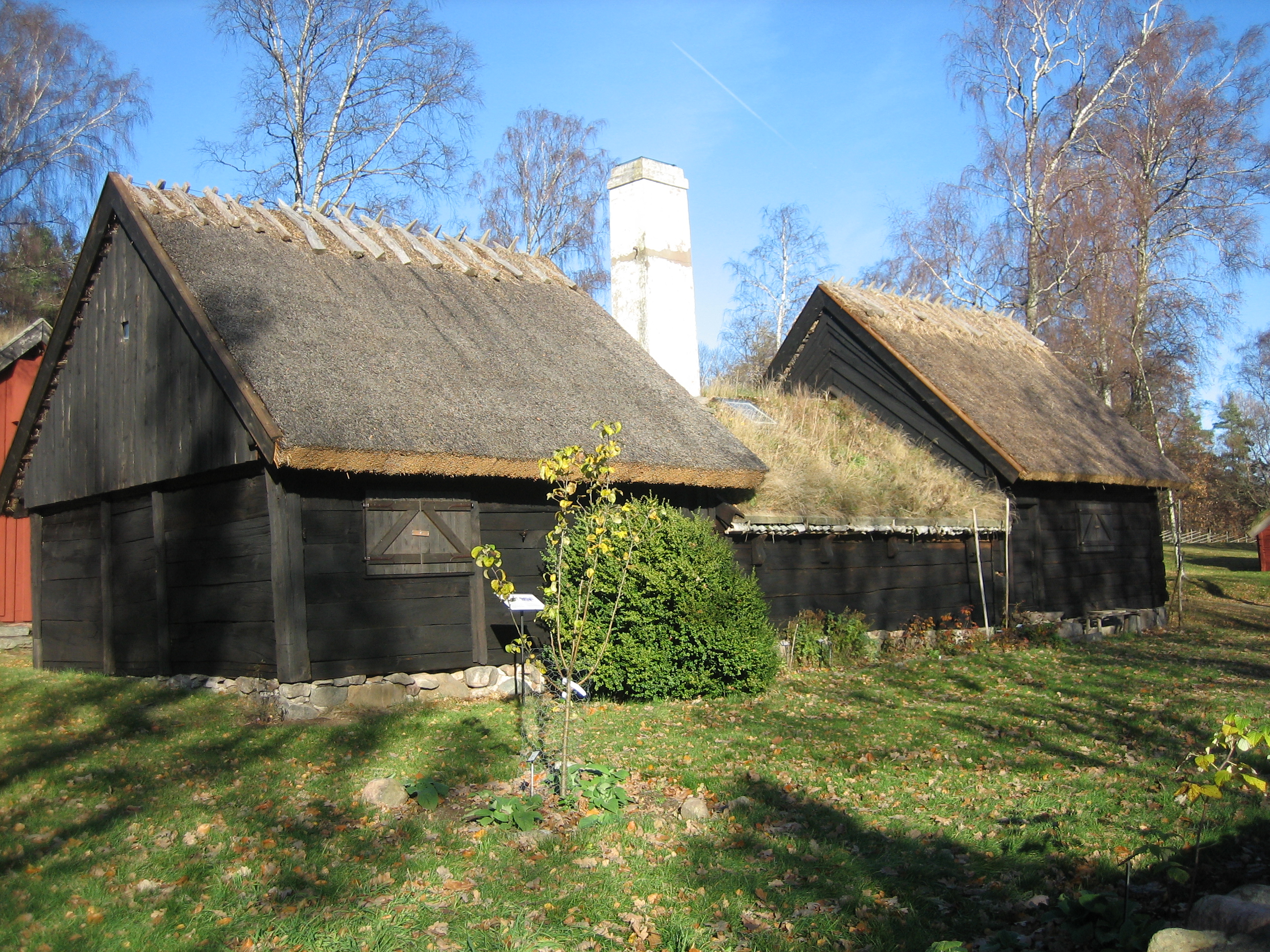
Byggnad på Hallandsgården.
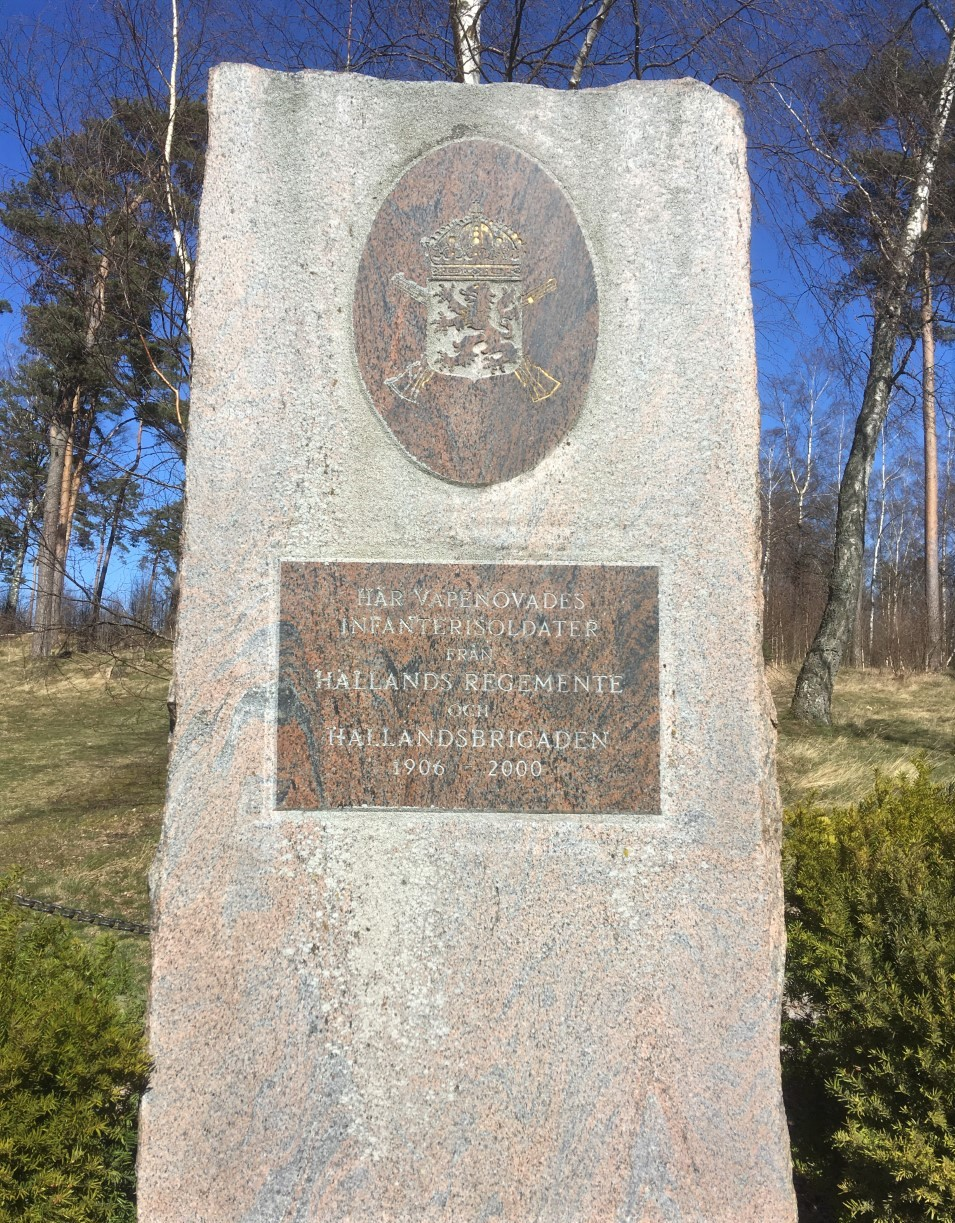
Minnessten över övningsområdet för Hallands Regemente och Hallandsbrigaden 1906-2000.
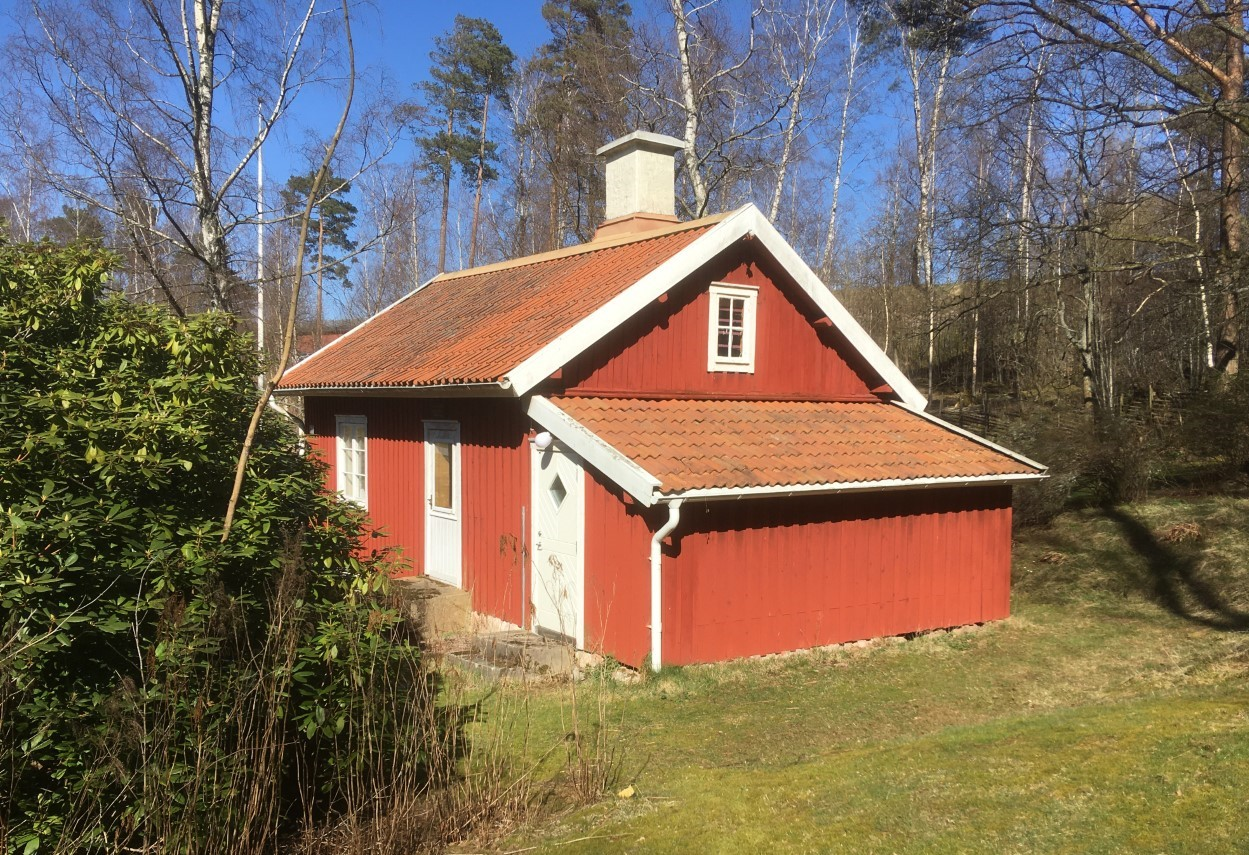
Soldattorp vid Landalasjön.
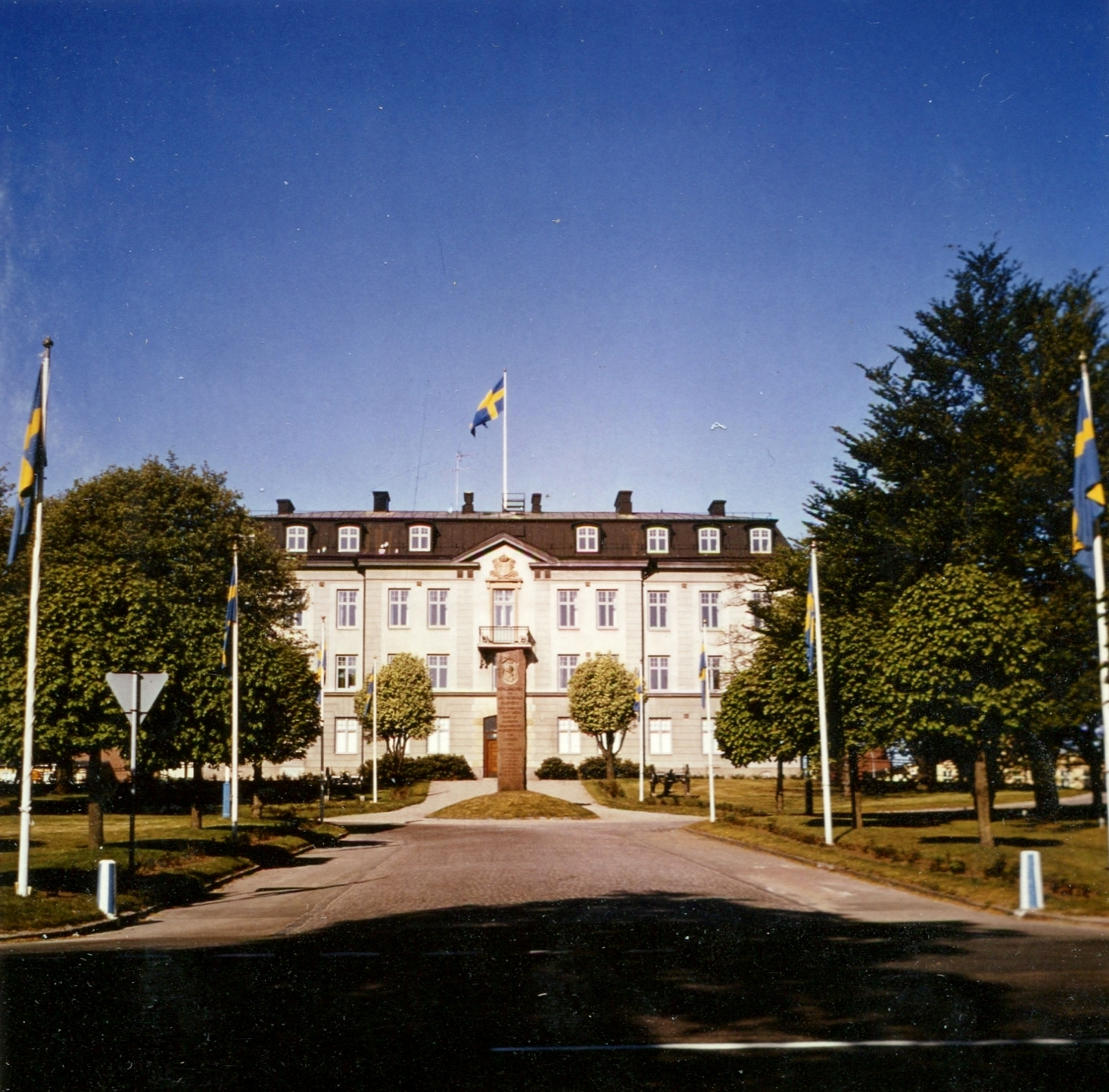
Hallands regemente